# Grímnismál
Die Grímnismál (Grm), das Lied von Grímnir, ist ein Götterlied der Lieder-Edda, das zur mythologischen Wissensdichtung gehört. Es besteht aus 54 Strophen im Ljóðaháttr, dem für Wissens-, Lehr- und Zauberdichtung charakteristischen Versmaß.

## Gliederung
Das Lied ist dreigegliedert:
- Die prosaische Einführung leitet die mythische Episode vom Besuch Odins (altnordisch Óðinn) bei Geirröd (altnordisch Geirröðr) ein, dessen Treue er prüfen will. Die Verblendung Geirröds skizziert auch den rituellen Rahmen, den Odin zur Rezitation kosmogonischen und kosmologischen Wissens nutzt.
- Die Liedstrophen 1 bis 42 bilden als eigentliche Lehrdichtung den Hauptteil des Liedes, der aus Merkstrophen und Þulur-Reihen besteht, der einzelne Stationen altgermanischer Kosmogonie und Kosmologie erzählt. In den abschließenden Strophen 45 und 54 gibt Odin sich Geirröd zu erkennen (Grm 54: Óðinn ec nú heiti, Odin heiß ich jetzt).
- Der prosaische Schluss greift die mythische Erzählung der Einleitung auf, löst Geirröds Verblendung und besiegelt sein Schicksal auf charakteristisch odinische Weise.

## Inhalt des Liedes
Der erste Teil der mythischen Rahmenhandlung berichtet in Form eines Prologs von zwei Brüdern, den Söhnen eines ansonsten unbekannten König Hraudungs: Geirröd, Odins Ziehsohn, und Agnarr, den Frigg aufgezogen hat. Geirröd usurpierte die dynastische Nachfolge und beseitigte dazu seinen Bruder. Odin verwendet zur Prüfung der Gastfreundlichkeit des Königs Geirröd den Decknamen Grímnir, der Maskierte. Geirröd vermutet in Grímnir einen dunklen Zauberer und unterzieht ihn einer Prüfung: Er setzt ihn acht Tage lang zwischen zwei Feuer, ohne Essen und Trinken. Nur Geirröds zehnjähriger Sohn Agnarr, der nach seinem Onkel benannt ist und dadurch an den Grundkonflikt der hypothetischen Amlethus saga (Hamlet bei Shakespeare) erinnert, bietet Odin Essen und Trinken an.
Der Monolog Odins (das eigentliche Grímnirlied), der mit Grm.4 an die Prosaeinleitung anschließt, bildet den Hauptteil der Grímnismál. Nur in den Strophen Grm.2 (Geirröd) und Grm.3 (Agnarr), sowie ein weiteres Mal gegen Ende der Dichtung in den Strophen Grm.51-53 (Geirröd) bezieht sich der Grímnismál-Text auf die Personen der Rahmenhandlung. Zwischen den beiden Feuern sitzend, spricht Grímnir-Odin, in seinen Mantel gehüllt, am neunten Tag seine Wissensstrophen.

## Odins visionäre Schau
Mit Grm.4 beginnt Odins visionäre Schau, die der Dichter der Grímnismál in eine formelhafte Rede gefasst hat, die an Geirröd und seinen Sohn Agnarr gerichtet ist. Die in Strophen gefassten Merkverse und Þulur-Reihen der Grímnismál tradieren Teile der vorchristlichen, altnordischen Kosmogonie und Kosmologie: Aufzählungen der Götter und ihrer Wohnsitze (Grm.4-17), die Namen von mythischen Flüssen (Grm.26-29) und Pferden, Reittieren der Asen (Grm.30), eine kurze Beschreibung des Weltenbaums, seiner Bewohner und deren Funktionen (Grm.31-36), Funktionen von Sonne und Mond werden genannt (Grm.37-38), und die Gefahr, die den Himmelslichtern droht, aber auch ihre Bewegung garantiert (Grm.39), die Schöpfung der Welt aus dem Körper Ymirs ist Thema (Grm.40-41) sowie ein umfangreicher Katalog von Odinsnamen (altnordisch nafnþula bzw. heiti; Grm.46-50, mit einer Unterbrechung in Grm.54). Die Grímnismál vermittelt eine religiöse Wissensvermittlung, die nur noch mit der Völuspá oder der Vafþrúðnismál vergleichbar ist. Wahrscheinlich ist die Fülle der Namen, die Odin in Grm.46-50 für sich in Anspruch nimmt und die auf seine Taten rekurrieren, der eigentliche Teil der rituellen Rede zwischen den Feuern, alles andere Einführung, Erwärmung in das Thema der rituellen Inkarnation Odins.
Odin offenbart seine wahre Identität erst in der letzten Strophe (Grm.54: an. Óðinn ec nú heiti, Odin heiß ich jetzt), erst nachdem er Geirröds Verhalten kritisiert hat und ihm seinen bevorstehenden Tod prophezeit. Es spricht einiges dafür, dass Odin Geirröd prüft, ihn in seinen Kult initiiert, ihn in die Gemeinschaft wissender Männer aufnimmt, dessen Mitglieder die wahren Namen der Gegenstände, Personen und Emanationen kennen. Ob Geirröds Tod als der (symbolische) Abschluss der rituellen Belehrung oder als seine Strafe gewertet werden muss, lässt die Dichtung offen (vgl. Grm.51: er þú ert míno gengi / öllum einherion / oc Óðins hylli; viel verlorst du / meiner Liebe darbend / aller Einherier und Odins Huld; Grm.52: Fiolð ec þér sagða / enn þú fát um mant; viel sagt ich dir / du schlugst es in den Wind). Es kann als sicher gelten, dass der Hörer und Kulturteilnehmer, an den sich die Grímnismál einst richtete, diesen Schluss richtig interpretieren konnte. Im epilogartigen, abschließenden Teil der Rahmenhandlung erkennt Geirröd dann, wer sein Gast ist (Ankündigung in Grm.54), und stürzt, wie zufällig stolpernd, in sein Schwert (prophezeit vorab in Grm.52-53), dem ein seltsamer Eigenwille anzuhaften scheint. Daraufhin verschwindet Odin, und Agnarr, Geirröds Sohn, erwirbt Königswürde und -titel. Der Plot der Grímnismál erinnert sehr an den Rätselwettstreit in der Hervarar saga ok Heiðreks konungs, in der König Heidrek, unmittelbar nach der Wissensbegegnung mit Gestumblindi-Odin, von seinen Dienern getötet wird; ursprünglich wird er den gleichen odinischen Tod erlitten haben wie Geirröd.

## Figuren der Dichtung
- Odin, Hauptgott der eddischen Mythen und der Asen (altnordisch Æsir): Odin ist die vielschichtigste Göttergestalt der Edda. In seiner Person vereinen sich Göttervater, Dichtergott, Kriegsgott und Totengott, Gott der Ekstase, der Magie und der Runen. Die Vielfalt äußert sich in den zahlreichen Odinsnamen; in der Grímnismál tritt er unter dem Namen und in der Maske des Grímnir auf
- Frigg, Hauptgöttin der Asen, steht in ihrer Bedeutung nur der Wanengöttin Freyja nach; Frau Odins, Mutter Balders und Tochter des sonst unbekannten Fjörgynn
- Geirröd ist eine literarische und keine mythische Gestalt; er ist König und Odins Ziehsohn
- Agnarr, Geirröds Bruder und, in der Grímnismál, dessen Sohn